# Grand commandeur de l'Hospital
Grand-commandeur de l'Hospital est un titre personnel traditionnel généralement attribué à un chevalier hospitalier faisant partie du conseil ordinaire du grand maître de l'ordre des Hospitaliers de Saint-Jean de Jérusalem.
Ce titre apparait en 1180 avec Garnier de Naplouse. C'est le numéro deux de l'Ordre derrière le grand maître et devant le grand commandeur de l'Outre-mer. Il dirigeait le couvent central en l'absence du grand maître. Avec ce titre revenait l'autorité sur les autres frères et l'administration des affaires civiles du couvent central.
Avec la réforme de 1340, l'office de grand-commandeur de l'Hospital revient au pilier de la langue de Provence,.

## Sources
- Nicole Bériou (dir. et rédacteur), Philippe Josserand (dir.) et al. (préf. Anthony Luttrel & Alain Demurger), Prier et combattre : Dictionnaire européen des ordres militaires au Moyen Âge, Fayard, 2009, 1029 p. (ISBN 978-2-2136-2720-5, présentation en ligne)